# Svåra saker

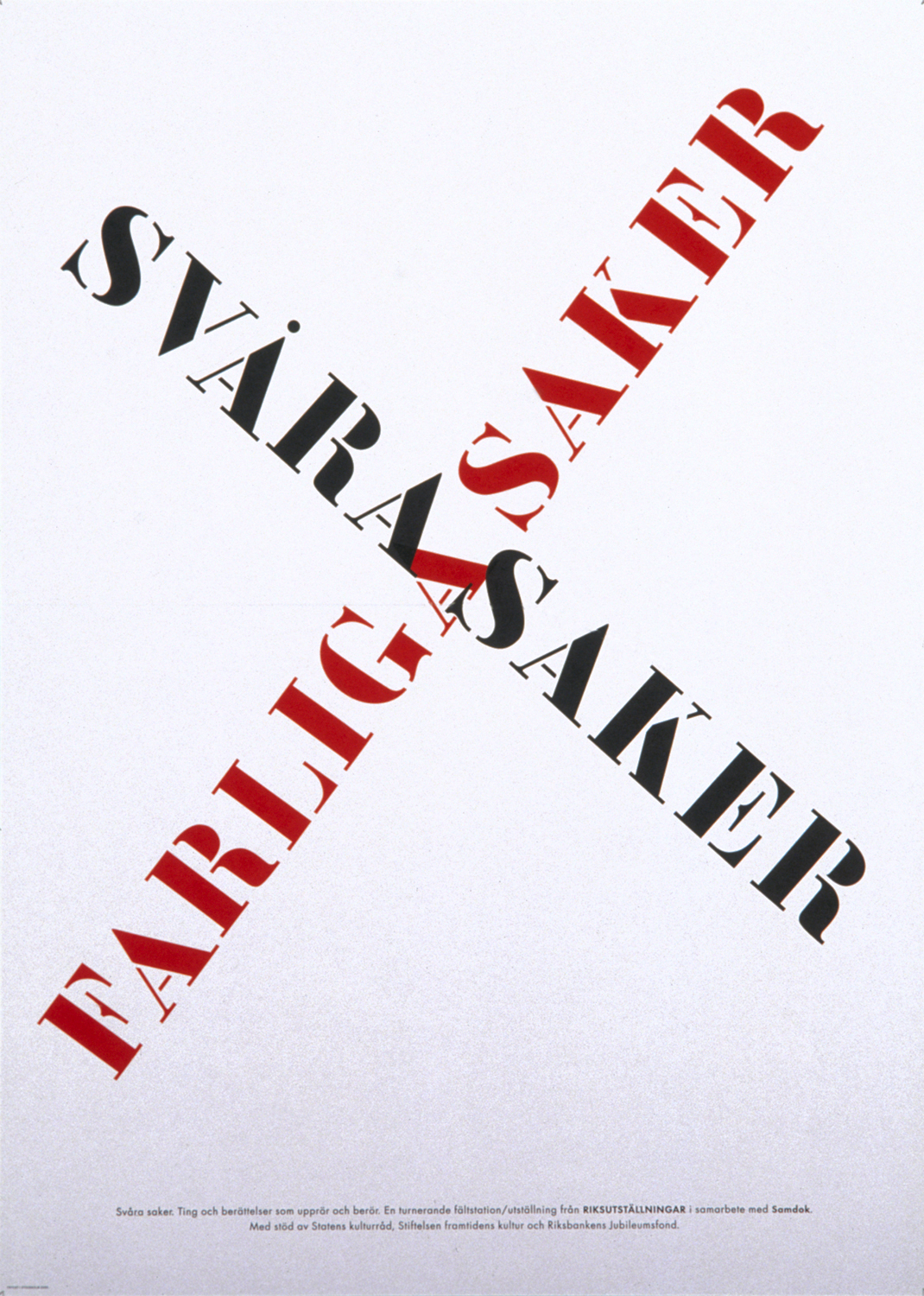
Utställningsaffisch till utställningen Svåra saker.

Svåra saker var en vandringsutställning 1999 till 2000 som producerades av den statliga myndigheten Riksutställningar. Temat var ”ting och berättelser som upprör och berör” och projektet beskrevs som en kombination av en turnerande fältstation och utställning.
Svåra saker genomfördes i samarbete med Samdok, de kulturhistoriska museernas samarbetsorgan för samtidsdokumentation och insamling, bildat 1977.

## Bakgrund
I början på 1970-talet startade Riksutställningar sin satsning på mobila rum – rullande utställningslokaler – för att nå mottagare med begränsade ytor att ställa ut på. Själva transportmedlet av utställningen blev utställningslokalen. Det var i ett sådant mobilt rum som Svåra saker rullade ut för att möta sin publik på olika platser i Sverige.

## Tema
Utställningen Svåra saker ville lyfta fram ”farliga” och ”svåra” föremål ur museernas samlingar, vad som händer med föremål som förknippas med olika former av sorg och obehag, intolerans och utsatthet. Syftet var också att granska vad museerna väljer att samla på och ställa ut och hur deras dokumentation styr hur bilden av hur historien kommer att uppfattas i framtiden.

Ett stort kort i papp trycktes upp inför utställningen märkt "Svåra saker” (svart text) och ”farliga saker” (röd text) på framsiden. Baksidestexten sade bland annat:
/.../På väg genom landet ställs frågor om vad vi väljer att minnas, berätta och bevara. Här visas svåra saker och farliga föremål från privatpersoner och museer. Hjälp till att utföra uppdraget! Var med och skriv vår tids historia genom att bidra med dina egna ting och berättelser som upprör och berör.

## Produktion
De ”svåra” föremålen samlades in från ett 50-tal museer, som fick välja ut varsitt föremål ur sina samlingar som kompletterades med en berättelse. I flera fall handlade det om föremål som hade ansetts som för obehagliga för att ställa ut tidigare.
Under turnén uppmanades privatpersoner att lämna in sina egna ”svåra saker”. Riksutställningar fick bland annat in en desarmerad trampmina från Bosnien, en hakkorsvimpel och en berlock från en drunknad vän. Alla historier dokumenterades. Göteborgs stadsmuseum bidrog bland annat med en nalle som hade tillhört en av de ungdomar som omkom i branden på Hisingen 1998. Från polismuseet i Stockholm kom en handgranat och Mölndals museum bidrog med en ”snäppare”– ett verktyg för åderlåtning.

### Spår av mat
Ett av de märkligaste föremålen som visades i Svåra saker var en öppnad matförpackning. Den innehöll spår av den potatissallad som hade ätits av en hemlös kvinna som bodde i ett tält i Stockholm under sommaren och hösten 1996. För att inte resterna skulle ruttna hade förpackningen, med den kvarvarande potatissalladen, kapslats in i ett hölje där luftens syre hade ersatts av kväve för att stoppa förruttnelseprocessen.
För att visa och frakta Svåra saker användes en lastbilstrailer, inredd som en slags fältstation där varje inlämnat föremål kunde fotograferas och registreras av två medföljande etnologer. Trailerns långsidor kunde skjutas ut som en slags stora lådor så att ett enda stort rum på 50 kvadratmeter bildades, vilket användes som utställningshall.
Svåra saker uppmärksammades och belönades vid Nordiska museumfestivalen i Stavanger med pris för bästa utställning.
Idén till Svåra saker uppges komma från Samdok. Projektledare var Mats Brunander och som reseamanuenser anlitades Britta Johansson och Carolyn Östberg.

### De svåra sakerna
En förteckning över de föremål som förekom i samband med utställningen Svåra saker, enligt publikationen Svåra saker. Ting som upprör och berör., med sidhänvisningar som angivet. För läsning i detalj – följ länken i fotnoten.
I några fall förtydligas historiken hos föremålen, och vilka museer som bidrog, inom parentes.

#### Svåra saker från museer
- Alrunan, s. 38
- Askgossen, s. 40
- Barnet med smittkoppor, s. 42
- Betknivlådan, s. 44 (Gotlands fornsal. Redskap från nedlagda Roma sockerbruk.)
- Bevakningskameran, s. 46 (Polishistoriska museet. Sönderskjuten av den så kallade ”Maskeradligan”.)
- Bibliotekets brandskadade bokmärken, s. 48
- Bogvisiret, s. 50
- Djävulskontraktet, s. 52
- Doppvärmaren, s. 54
- Dykarboden, s. 56
- Dynamitvärmaren, s. 58
- Dårstugan, s. 60
- Elsa Nilsdotters kranium, s. 62 (Malmö museer. Kvarlevorna efter ”Bessingekvinnan” Elsa Nilsdotter, som 1882 hängde sig i en fängelsecell i väntan på avrättning som straff för mordet på sin make. Kraniet i sig blev aldrig visat under utställningen.)
- Ericssons röda mapp, s. 64
- Fem i tolv-rörelsens pin, s. 66
- Flygspanarens glasplåt, s. 68 (Flygvapenmuseum. En sprucken glasplåt som föreställer en man i ett flygplan som vänder sig om. Enligt uppgift är det flygplanets andre besättningsman som tar en bild av piloten. Efter fotograferingstillfället störtar planet och de båda omkommer. Glasplåten i kameran påträffas spräckt.)
- Fosfortändstickorna, s. 70
- Fotangeln, s. 72 (Livrustkammaren. Taggigt, runt föremål, som i krig kastades framför hästarna och trängde in i deras hovar.)
- Fotografens hemliga bilder, s. 74
- Furugårds flagga, s. 76
- Fångklänningen, s. 78 (Kulturen, Lund. Från det nazistiska koncentrationslägret Ravensbrück under andra världskriget.)
- Fängelsefilten, s. 80
- Färglådan, s. 82 (Hallwylska museet, Stockholm. En låda för 22 vattenfärger som orsakade flickan Elma Hallwyls död julen 1871, när hon blev förgiftad av en av färgplattorna som hon hade stoppat i munnen.)
- Fönstervreden, s. 84 (Stockholms stadsmuseum. Fönstervred i mässing från byggnaden på fastigheten Jakobs torg 3, tillvaratagna 1972 inför husets planerade rivning som aldrig blev genomförd.)
- Förlossningssaxen, s. 86
- Handgranaten, s. 88 (Polishistoriska museet. Desarmerad handgranat som användes vid en flygplanskapning 1993. Kapningen skedde över Ryssland, men planet landades på flygplatsen Arlanda i Sverige.)
- Insamlingsbössan, s. 90
- Jaktkortet, s. 92
- Jordhögen, s. 94 (Länsmuseet Gävleborg. Skrapades bort från Gävlefamiljs trädgård efter Tjernobylkatastrofen och lades i en hög som vid utställningen fortfarande låg kvar på tomten.)
- Julasäkringen, s. 96
- Kaffemuggen, s. 98
- Kikaren, s. 100
- Klänningslivet, s. 102
- Koppartavlan, s. 104
- Krigsgravinstruktionen, s. 106
- Kullagret, s. 108
- Leksaksgrodan, s. 110
- Lobotomiborren, s. 112
- Lungsotsskytteln, s. 114 (Textilmuseet Borås. Även kallad ”dödskyssen” från 1800-talet. Redskap som användes för att effektivisera textilproduktionen under 1800-talet, men som felaktigt använd bidrog till att sprida tuberkulos.)
- Lyckopillret, s. 116
- Marias läppstift, s. 118
- Mineralvattenflaskan, s. 120
- Mordstenen, s. 122 (Borås museum. Användes vid ett dråp på 1860-talet. Användes som påstått botemedel för vissa sjukdomar in på 1900-talet. Skänkt till museum 1906.)
- Mumiedelarna, s. 124
- Naglarna i vanten, s. 126
- Nallen från Göteborg, s. 128
- Neurosedyntabletterna, s. 130
- Porrfilmen Belinda, s. 132
- Potatissalladen, s. 134
- Prärieindianens skjorta, s. 136
- Punkarens jeansjacka, s. 138
- Samefrontens t-shirt, s. 140 (Ájtte – svenskt fjäll- och samemuseum, Jokkmokk. T-shirt med trycket CSV som symboliserade samernas politiska kamp.)
- Sidenskorna, s. 142 (Eskilstuna museer. Skor av siden från 1800-talet för förkrympta kvinnofötter. Skänkta 1954.)
- Snäpparen, s. 144 (Mölndals museum. Verktyg för behandlingsmetoden åderlåtning, tidigt 1900-tal.)
- Spottkoppen, s. 146
- Stadens stenar, s. 148
- Statyetten från Sundsvall, s. 150
- Stoppduken, s. 152
- Tatueringsmaskinen, s. 154
- Tidsstudiemannens redskap, s. 156
- Tjörnbroleden, s. 158
- Totempålen, s. 160
- Urbans sten, s. 162 (Medicinhistoriska museet, Lund. Tillhört en manlig patient på Vipeholms sjukhus som tyckte mycket om stenar, men inte tilläts ha dem av personalen som var rädda att han skulle ställa till skada med dem.)
- Vapenbeslaget, s. 164
- Yvonnes vita käpp, s. 166 (Synskadades museum, Enskede. Tillhörde synskadade kvinnan Yvonne, som inte ville använda den för att inte verka avvikande.)
- Återfunnen flaska, s. 168

#### Svåra saker från privatpersoner
- Annies tavla, s. 172
- Avskedspresenten, s. 174
- Badrumsvågen, s. 176
- Berlocken, s. 178
- Betongbiten, s. 180
- Blåmesen, s. 182
- Demonstrationen, s. 184
- Diktafonen, s. 186
- Diktsamlingen, s. 188
- Dockan med gul klänning, s. 190
- Geografi för folkskolan, s. 192
- Gertruds väckarklocka, s. 194
- Hakkorsvimpeln, s. 196
- Katthalsbanden, s. 198
- Leksakskassaskåpet, s. 200
- Mammas kopp och fat, s. 202
- Namnbrickan, s. 204
- Pacemakern, s. 206
- Pappersarket, s. 208
- Plåtburkarna, s. 210
- Potosisilvret, s. 212
- Primusfabriken, s. 214
- Ransoneringskorten, s. 216
- Reklambilden, s. 218
- Resebroschyren, s. 220
- Runes krigsminnen, s. 222
- Skrivförsöket, s. 224
- Skräpsamlingen, s. 226
- Smyckeskrinet, s. 228
- Speldosan, s. 230
- Stanniolpapperet, s. 232
- Stämpelkortet, s. 233
- Tarjas filmrullar, s. 234
- Teckningen till Bertil, s. 236
- Telefontipset, s. 238
- Trampminan, s. 240
- Uppgörelsen, s. 242

## Turné
Turnén varade mellan december 1999 och september 2000 och omfattade totalt 27 orter – Stockholm två gånger. I statistiken ingår inte två förberedande besök vid Västergötlands museum i Skara, september och oktober 1999. De så kallade ”mottagarna” (de lokala visningsarrangörerna) var något fler än 27 eftersom flera arrangörer samarbetade på några orter. I turnén ingick ett sommaruppehåll från mitten av juni till mitten av augusti 2000.

### Antal besökare
Besöksantalen skiftade kraftigt, enligt sammanställningen i Riksutställningars arkiv. Som mest besöktes Svåra saker av 532 personer på en dag och som minst 22 personer. Någon exakt totalsiffra verkar inte finnas att tillgå, sammanfattningen säger:
Totalt såg minst 11 721 personer utställningen/fältstationen under de 95 dagar den visades och genomsnittligt kom 123 besökare per dag.

### Visningar
Besöksantalet inom parentes. Trailern med Svåra saker parkerades på den yta som befanns lämpligast av mottagaren (den lokala arrangören) av utställningen, här nämnd efter orten som besöktes.

#### 1999
- Förhandsvisning: Stockholm 3/12
- Nyköping, Sörmlands museum 8/12-12/12 (676)
- Norrköping, Arbetets museum och Norrköpings stadsmuseum 14/12-18/12 (305)

#### 2000
- Gränna, Andréemuseet 19/1-20/1 (350)
- Linköping, Flygvapenmuseum och Östergötlands länsmuseum 22/1-25/1 (230)
- Kalmar, Kalmar läns museum 27/1-29/1 (200)
- Karlskrona, Blekinge museum 2/2-6/2 (495)
- Vänersborg, Älvsborgs länsmuseum/Medicinhistoriska museet 13/2-15/2 (228)
- Hagfors, Värmlands museum 17/2-19/2 (249)
- Säter, Mentalvårdsmuseet 24/2 (230)
- Falun, Dalarnas museum 25/2-27/2 (305)
- Uddevalla, Bohusläns museum 2/3-5/3 (655)
- Jönköping, Tändsticksmuseet 13/3-15/3 (216)
- Alingsås, Alingsås museum 17/3-19/3 (682)
- Stockholm, i anslutning till Museiveckan, framtid & visioner arrangerad av Museiföreningen (trailern parkerad utanför Moderna museet, Skeppsholmen) 21/3-22/3 (430)
- Kristianstad, Regionmuseet 29/3-1/4 (343)
- Landskrona, Landskrona museum 4/4-7/4 (465)
- Lund, Kulturen 15/4-19/4 (1 091)
- Bollnäs, Länsmuseet Gävleborg 26/4-28/4 (208)
- Umeå, Västerbottens museum 11/5-14/5 (353)
- Skellefteå, Skellefteå museum 16/5-18/5 (510)
- Piteå, Piteå museum 26/5-28/5 (110)
- Sommaruppehåll
- Eskilstuna, Eskilstuna museer 23/8-24/8 (386)
- Södertälje, Torekällbergets museum 26/8-28/8 (845)
- Luleå, Norrbottens museum 31/8-4/9 (209)
- Jokkmokk, Ájtte svenskt fjäll- och samemuseum 7/9-9/9 (295)
- Östersund, Jämtlands läns museum 14/9-17/9 (484)
- Stockholm, Nordiska museet 22/9-24/9 (694)
- Vadstena, Vadstena kommun, Rådhustorget 28/9-30/9 (477)

## Reaktioner
Ur en kulturrecension i Dagens Nyheter, 2000-01-04:
”Svåra saker” heter en liten mobil utställning från Riksutställningar på ett fascinerande tema: ting vi sparat fast vi helst inte vill minnas dem. Och ändå inte kan låta bli./.../Svårast känns märkligt nog de enklaste tingen. Vem vill se en väckarklocka som bärgats från ”Estonia”? Eller en liten plåtask med påskriften ”Neurosedyn” – det lugnande medel som i början av 60-talet svårt handikappade något hundratal svenska barn?/.../Andra obehagligheter kittlar samma sensationsnerver som redskapen på Europas allt fler tortyrmuseer: en lobotomiborr från Säters mentalvårdsmuseum, till exempel, eller en förlossningssax att i hopplösa fall klippa sönder fostret med (för att åtminstone rädda mamman). De väcker ett slags trygga känslor av fasa: hemskt – men också lagom längesedan.
DN sammanfattar längre ner i samma text:
Utställningen är ett litet, men vackert paketerat projekt. Museerna som deltar vill väcka diskussion om samlande och bevarande, och etnologerna får samla in nytt material. Samtidigt har frågorna den ställer räckvidd långt utöver de museipolitiska; ”Svåra saker” rymmer faktiskt mer levande kraft än de flesta konceptutställningar jag sett.
Norrköpings tidningar:
Strax före jul stannade en trailer från Riksutställningar utanför Värmekyrkan i Industrilandskapet. I trailern fanns en rullande utställning med namnet Svåra saker./.../Jag undrade vad det var som museerna har svårt att hantera. De inlämnade föremålen från museerna skvallrade om det: en sten som använts som mordvapen på 1860-talet, porrfilmen Belinda inspelad på 1960-talet och en förpackning med rester av en potatissallad från 1990-talet. Alla dessa föremål berättar historier vi inte riktigt vill kännas vid./.../Deras ursprung, eller proveniens som det brukar heta när det gäller antikviteter, är svenskt men de tillhör inte det fredsälskande, jämlika folkhem med hög levnadsstandard som jag fick lära mig att Sverige var när jag gick i skolan. I dag håller den bilden av Sverige på att förändras. Nu rotar till och med museerna i sprickorna på folkhemmets fasad. Då finner de magiska föremål bortom stadskyrkans kontroll, filmer med en annan syn på sexualitet och jämställdhet än folkhemmet förespråkar och de sorgliga resterna från de människor som inte ryms inom folkhemmets välplanerade väggar.

## Ekonomi
Budget för Svåra saker:
- Produktionsbudget: totalt 585 000 kronor.
- Marknadsbudget: totalt 73 000 kronor.
- Distributionsbudet: totalt 550 000 kronor.

Svåra saker genomfördes med stöd av bland andra följande:
- Stiftelsen Riksbankens jubileumsfond: 100 000 kronor.[17]
- Statens kulturråd.
- Stiftelsen framtidens kultur.

Beroende på avtal betalade mottagaren av utställningen 0 till 3 000 kronor för Svåra saker, det senare en avgift som i text beskrevs som upplåtelse av eller hyra för den semi-trailer som utställningen förvarades/fraktades i.